# La Chapelle-Heuzebrocq
La Chapelle-Heuzebrocq est une ancienne commune française située dans le bocage de la Manche.
Le 29 avril 1829, La Chapelle-Heuzebrocq (148 habitants) est réunie à Beuvrigny (261 habitants en 1821) par ordonnance royale.

## Démographie
| 1793 | 1800 | 1806 | 1821 |
| ---- | ---- | ---- | ---- |
| 114  | 101  | 128  | 148  |

### Liste des maires
| Période | Période | Identité | Étiquette | Qualité |
| --- | ------- | -------- | --------- | ------- |
| Une partie des données est issue de liste établie par issue de l'ouvrage "601 communes et lieux de vie de la Manche" |         |          |           |         |

## Lieux et monuments

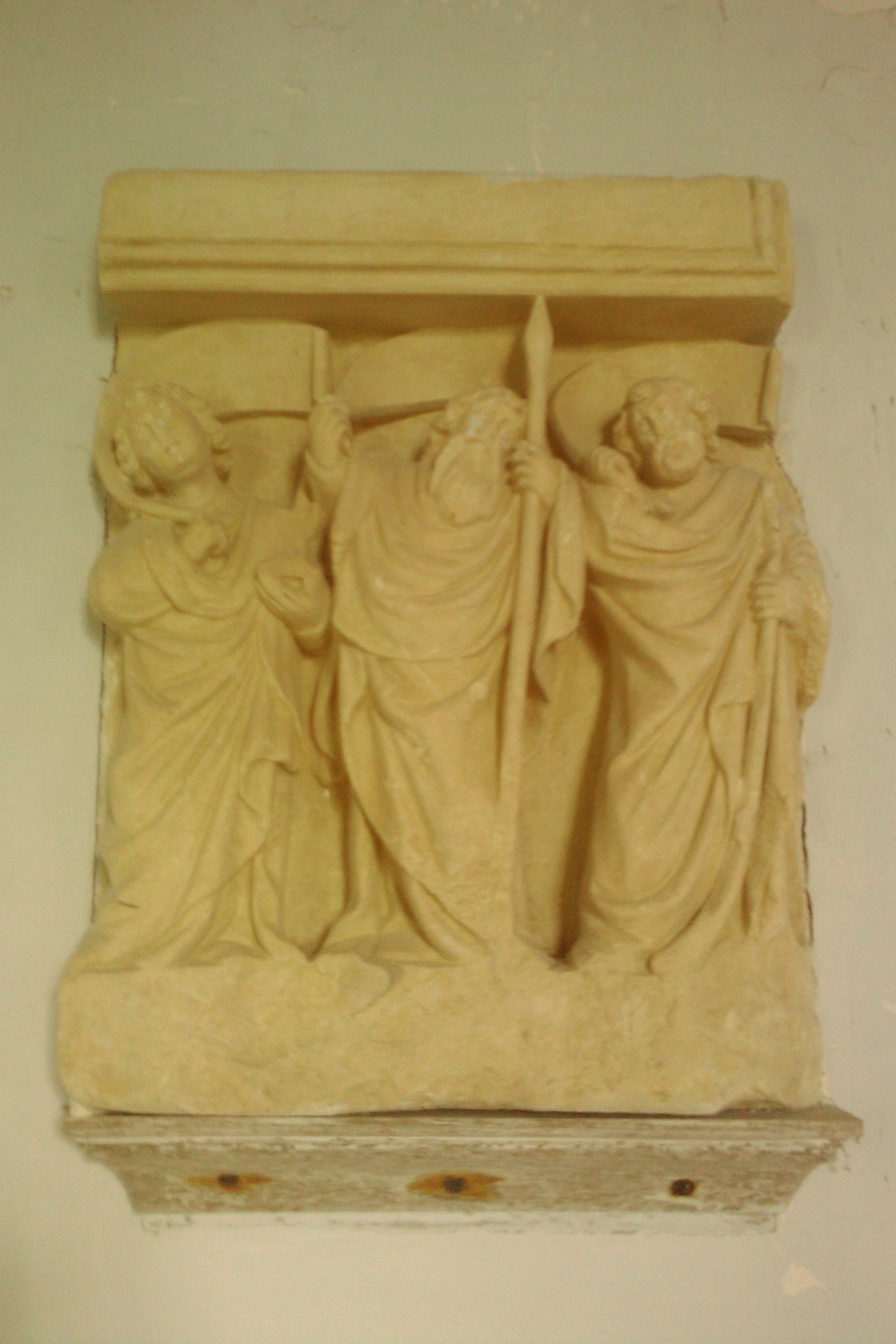
Le bas relief classé

- Chapelle Heuzebrocq (XVIe siècle), ancienne église paroissiale de la commune de La Chapelle-Heuzebrocq, dont des fermes et sablières sont classées au titre des Monuments historiques depuis le 27 février 1959. Le reste de l'édifice est inscrit depuis le 28 août 2003[3]. Deux statues, une cloche et un bas-relief sont classés à titre d'objets[4].
- Manoir de la Chapelle-Heuzebrocq (XVIe-XVIIe siècles).